# Szum różowy

Widmo szumu różowego

Szum różowy (ang. pink noise, one over f noise, flicker noise), znany także jako szum 1/f – sygnał lub proces, w którego widmie częstotliwościowym widmowa gęstość mocy jest odwrotnie proporcjonalna do częstotliwości.
Widmowa gęstość mocy szumu różowego opada 10 dB na dekadę (ok. 3 dB na oktawę). Poziom ciśnienia akustycznego w kolejnych pasmach oktawowych jest zatem stały, co znajduje zastosowanie w badaniach i pomiarach akustycznych.
Wytworzenie prawdziwego szumu różowego jest praktycznie niemożliwe, ponieważ jego energia w pełnym paśmie częstotliwości byłaby nieskończona, bowiem energia szumu różowego w każdym przedziale częstotliwości od {\displaystyle f_{1}} do {\displaystyle f_{2}} jest proporcjonalna do {\displaystyle \log(f_{2}/f_{1}).} Jeśli częstotliwość górna {\displaystyle f_{2}} jest nieskończenie wielka, to energia także byłaby nieskończenie wielka. W praktyce więc szum różowy może spełniać zależność 1/f tylko w ograniczonym zakresie częstotliwości.